# Vader
Vader /ˈveɪdəɹ/ (RP) – polska grupa wykonująca muzykę z pogranicza thrash i death metalu. Powstała w 1983 roku w Olsztynie z inicjatywy gitarzysty Zbigniewa „Viki” Wróblewskiego oraz Piotra „Petera” Wiwczarka, pełniącego wówczas funkcję basisty. W początkowym okresie działalności muzyka Vader oscylowała wokół speed i heavy metalu inspirowanego dokonaniami grup Judas Priest i Accept. Po 1985 roku za sprawą odnoszącego wówczas największe sukcesy kwartetu Slayer, grupa Vader zwróciła się w stronę thrash, a następnie death metalu.
Liderem Vader nieprzerwanie od początku istnienia jest Piotr „Peter” Wiwczarek, który w latach późniejszych objął funkcję gitarzysty i wokalisty. Muzyk jest także głównym kompozytorem i autorem tekstów formacji. W swej twórczości zespół nawiązuje m.in. do twórczości H.P. Lovecrafta oraz porusza takie zagadnienia jak śmierć czy wojna. W 2012 roku grupa otrzymała nagrodę polskiego przemysłu fonograficznego – Fryderyka.
Z biegiem lat formacja zyskała status legendy oraz znaczącego źródła inspiracji dla późniejszych grup muzycznych, takich jak: Decapitated, Dissenter, czy Yattering. Vader, wraz z takimi grupami jak Imperator, Exorcist, Armagedon, Slashing Death i Convent, zaliczany jest dziś do prekursorów gatunku death metal w Polsce. Nazwa zespołu nawiązuje do fikcyjnej postaci Dartha Vadera, bohatera sagi Gwiezdne wojny. Według czasopisma Billboard do 2002 roku wydawnictwa zespołu sprzedały się na świecie w nakładzie około 500 000 egzemplarzy.

## Historia zespołu

### 1983–1994

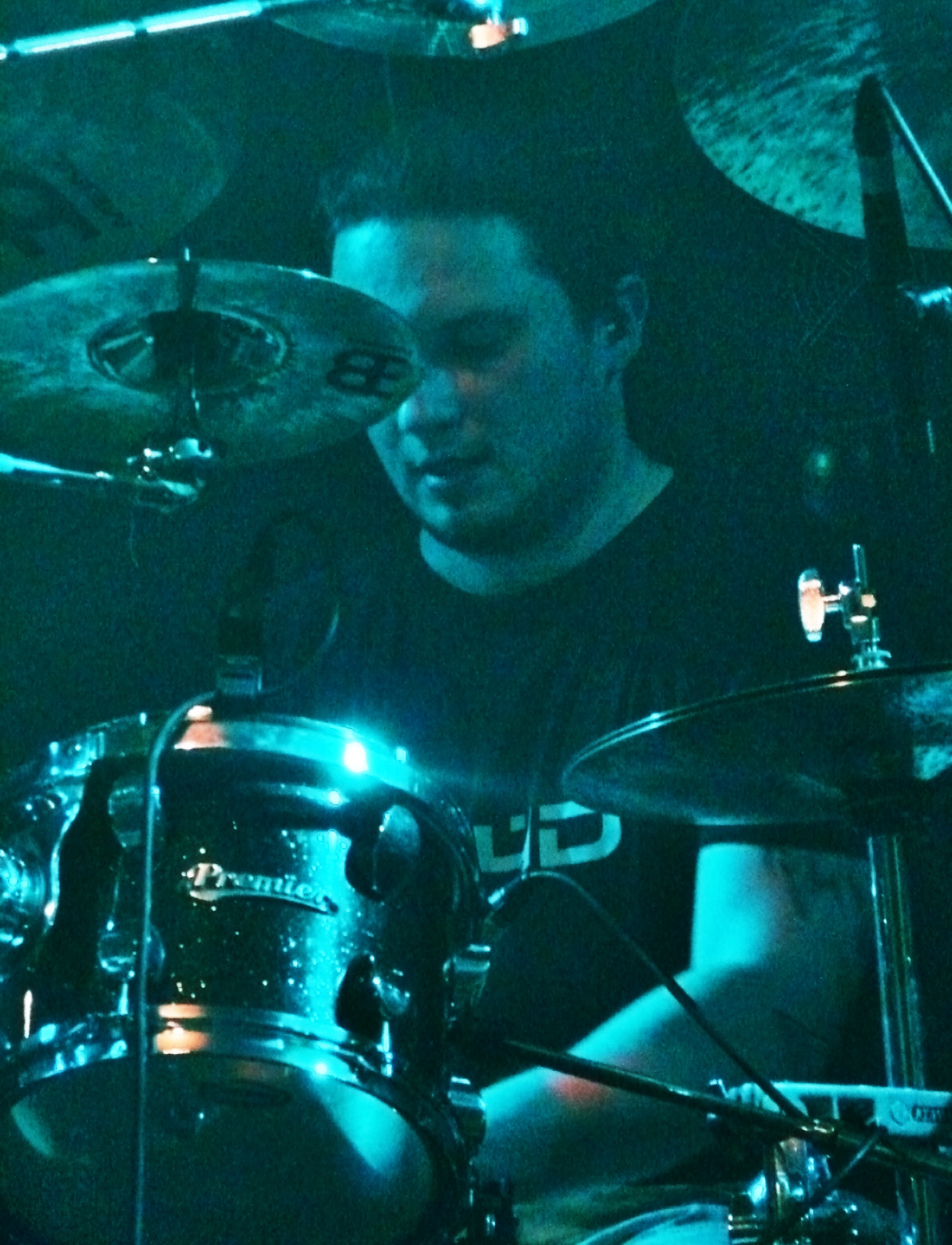
Dariusz Brzozowski podczas koncertu w paryskim klubie La Locomotive w 2008 roku (muzyk występował w zespole w latach 2005–2008)

Grupa powstała w 1983 roku w Olsztynie z inicjatywy Piotra Wiwczarka (wówczas używającego pseudonimu „Behemoth”) oraz Zbigniewa Wróblewskiego. Początkowo (do 1986 roku) funkcjonowała w składzie pięcioosobowym, wykonując heavy metal z wpływami Judas Priest. Skład ustabilizował się w latach 1985–1986. Wcześniej, w krótkich odstępach czasu w grupie występowało 20 różnych muzyków. W 1986 w składzie: Robert „Czarny” Czarneta (śpiew), Piotr „Peter” Wiwczarek (gitara), Zbigniew „Vika” Wróblewski (gitara), Robert „Astaroth” Struczewski (gitara basowa) oraz Grzegorz „Belial” Jackowski (perkusja), grupa rozpoczęła organizację koncertów. Pierwszy z koncertów odbył się w 1985 roku w olsztyńskim klubie „Luzak”. Zmiana brzmienia grupy rozpoczęła się w 1984 roku, kiedy to zespół, zafascynowany grupą Slayer, zdecydował się na zwrot w kierunku „ostrzejszych brzmień”.
4 i 5 kwietnia 1986 roku odbył się festiwal szeroko pojętej muzyki heavymetalowej Metalmania, na którym Vader wystąpił drugiego dnia wraz z grupami Voodoo, Ferrum, Dragon, Stos, Killer, Kat, Alaska, wcześniej zgłaszając materiał demo, na podstawie którego zakwalifikowano zespół. Sam występ był dużym wydarzeniem zarówno dla samych muzyków, jak i dla polskiej sceny metalowej, będącej wtedy w powijakach, grupę zaś okrzyknięto „polskim Slayerem”, rzadziej „polskim Destruction”. Grupa chcąc tworzyć ostrzejszą wersję heavy metalu rozstała się ze Zbigniewem Wróblewskim, który preferował klasyczną formę tej muzyki. Wróblewski do zespołu już nigdy nie powrócił, później próbował sił w grupie Raxas.
W 1988 roku nastąpiła całkowita zmiana składu. Pojawił się w niej Krzysztof Raczkowski znany jako Docent lub Doc (pseudonim pochodzi od zamiłowania muzyka do książek). Na przełomie lutego i marca 1989 roku zespół w dwuosobowym składzie dokonał nagrania demo Necrolust w Studio PR w Olsztynie, pracując pod kierunkiem Władysława Iljaszewicza, produkcją zajął się sam zespół. Później, w tym samym roku do grupy dołączył Jacek „Jackie” Kalisz. W 1990 roku, w tym samym studio zespół nagrał kolejne demo zatytułowane Morbid Reich. Koszt nagrania wyniósł 40 USD, mniej więcej dwukrotność ówczesnej średniej pensji. Demo zostało ozdobione grafiką Roberta Ganczarskiego z charakterystycznym logo grupy. Realizacji nagrania podjęli się Władysław Iljaszewicz, Andrzej Włodarski oraz Vader, za produkcję odpowiedzialny był Mariusz Kmiołek oraz Vader. Demo wydane zostało przez Carnage Records, której właścicielem był Mariusz Kmiołek. Sprzedało się ono w liczbie ponad 10 tysięcy sztuk, taśma zaś została uznana przez Headbangers Ball/MTV za najlepiej sprzedające się demo w historii death metalu. Rok później, podczas występu na „Strash’ydła 91”, w szeregach grupy zadebiutował Jarosław „China” Łabieniec. Liczne koncerty (już jako kwartet) m.in. na festiwalu Metalmania 1991 oraz uznanie w kraju i za granicą dzięki tzw. tape trading (wymiany taśm) zaowocowały kontraktem z Earache Records.
W roku 1992, ukazał się pierwszy studyjny album zatytułowany The Ultimate Incantation wydany nakładem Earache Records. Przed nagraniem grupę opuścił „Jackie” (1992), w jego miejsce pojawił się Piotr „Berial” Kuzioła ze słupskiej formacji Betrayer, lecz i on również wkrótce odszedł, album został więc zrealizowany tylko przez „Petera” i „Docenta”. Warto wspomnieć, że do pochodzącego zeń utworu Dark Age został zrealizowany przez amerykańską stację telewizyjną MTV teledysk, w którym występują „China” i „Jackie”. Album zarejestrowany został w Rhythm Studios w Wielkiej Brytanii. Produkcji podjął się Paul Johnson, który realizował m.in. nagrania takich grup jak: Napalm Death oraz Benediction, grafikę zaprojektował i wykonał Dan Seagrave. Album ten był nagrywany dwukrotnie: pierwszy raz w Studio Sunlight (nagrywały tam m.in. grupy Grave, Dismember oraz Entombed) za całość odpowiedzialny był Szwed Tomas Skogsberg. Problemem okazał się brak możliwości nagrania akustycznej perkusji (pady perkusji elektronicznej, słabo amortyzując, uniemożliwiają osiągnięcie dużej szybkości). Nagranie powtórzono we wspomnianym wcześniej angielskim Rhythm Studios. Od tej pory zespół regularnie wyjeżdżał za granicę, z powodzeniem koncertując wraz z najznamienitszymi grupami stylu thrash/death/black metal takimi jak: Morbid Angel, Deicide, Cannibal Corpse, Nile, Divine Empire, Samael, Grip Inc., Enslaved, Six Feet Under, Testament, Marduk, Immortal, The Crown, Krisiun, Behemoth, Decapitated, Immolation, Bolt Thrower, Suffocation, Dismember, Lost Soul, Vital Remains oraz wieloma innymi.

### 1994–1999

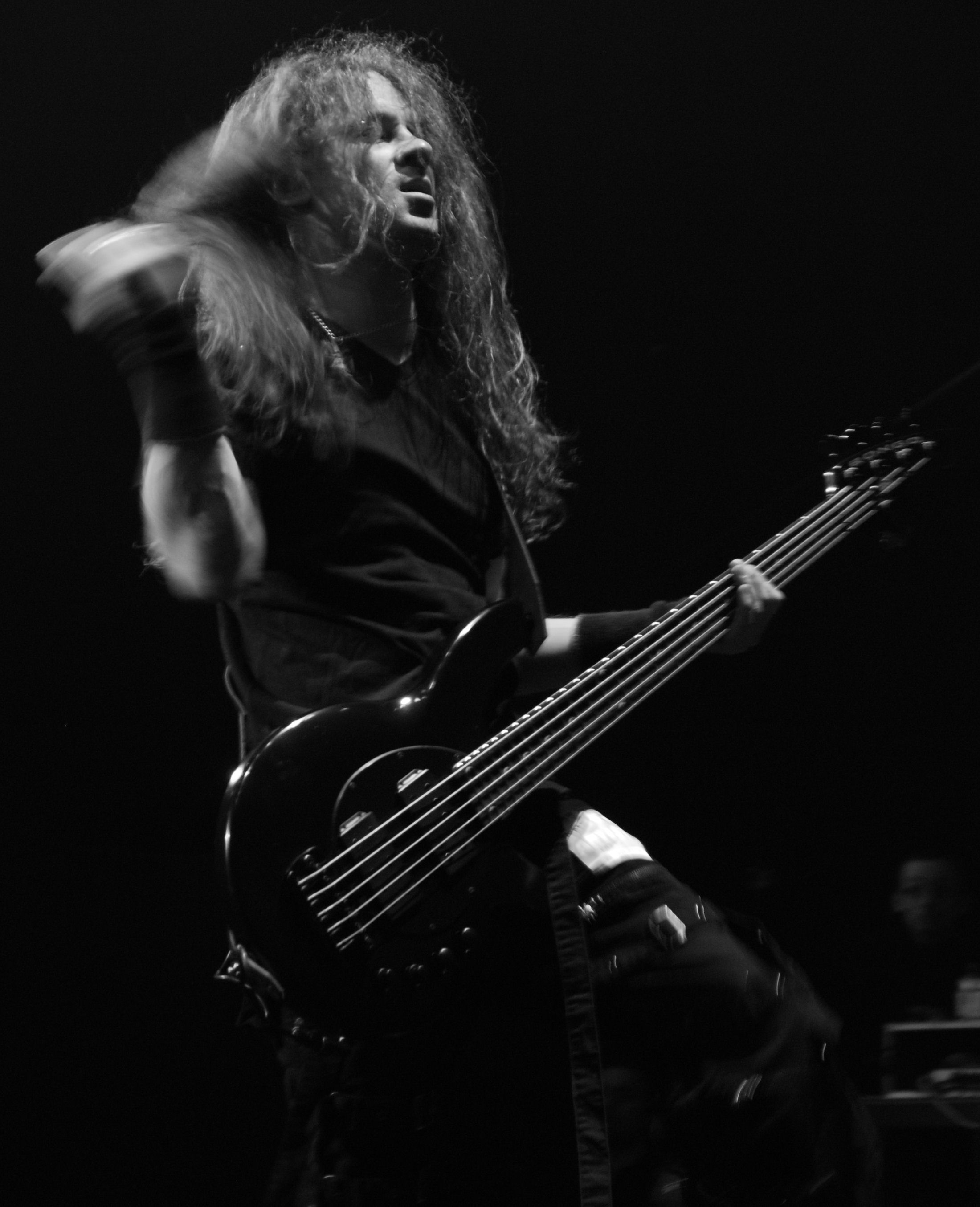
Były basista grupy Vader Marcin „Novy” Nowak podczas koncertu z Vader na festiwalu Metalmania w 2008 roku (Nowak występował w zespole w latach 2003–2008)

W 1994 roku wydana została pierwsza płyta koncertowa zatytułowana The Darkest Age – Live ’93 (ponownie z Jackiem Kaliszem jako basistą). Płyta, zarejestrowana podczas koncertu w Hali Korony w Krakowie 13 grudnia, zyskała w Polsce uznanie. Obecnie jest oceniana raczej jako część drogi muzycznej, którą przebył zespół, niż pod względem czysto muzycznym. Krytykuje się ją ze względu na słabą produkcję oraz brzmienie, chwalona jest natomiast za oddanie specyficznej atmosfery „głodu koncertowego” (żywiołowej reakcji publiczności). W międzyczasie zespół nawiązał współpracę z basistą Leszkiem „Szambo” Rakowskim, który ostatecznie zastąpił „Jackiego”. Grupa w nowym składzie wydała tego samego roku minialbum pod tytułem Sothis (nagrania odbyły się w Gdyni i Olsztynie, odpowiednio w Modern Sound Studio oraz w Świech Studio). Całość zrealizował i współprodukował, wraz z Vaderem i Mariuszem Kmiołkiem, Tomasz Bonarowski, grafikę wykonał natomiast Krzysztof Lutostański. Płyta, będąca swoistym zbawieniem dla małej wytwórni jaką była Baron Records (jej polski wydawca), nie zyskała jednak spodziewanego uznania na świecie (zmiana miała nastąpić dopiero za sprawą drugiego studyjnego albumu). Na rynek europejski, kanadyjski oraz amerykański album Sothis wydała wytwórnia Repulse Records. Wydawnictwo zawiera m.in. utwór grupy Black Sabbath o tym samym tytule z gościnnym udziałem Grzegorza Skawińskiego. Na pewien czas grupa skoncentrowała się na działalności koncertowej wspólnie z Malevolent Creation, Oppressor oraz Solstice. Przed wydaniem drugiego studyjnego albumu pojawił się nowy kontrakt płytowy z System Shock/Impact, który przez trzy lata z rzędu zaowocował znaczącą liczbą koncertów, nowymi wydawnictwami płytowymi oraz wydaniem wcześniejszego materiału demo Necrolust i Morbid Reich na kasecie i płycie CD opatrzonej tytułem Reborn in Chaos (1996). Wydane w tym okresie CD to De Profundis (rok 1995) poprzedzony w tym samym roku singlem An Act of Darkness / I.F.Y. (zrealizowanym przez Adama Toczko oraz Tomasza Bonarowskiego). Za brzmienie był odpowiedzialny sam zespół, mastering natomiast wykonał Grzegorz Piwkowski w Modern Sound Studio. Future of the Past – album wydany w 1996 roku, zawierał w całości kompozycje grup szczególnie cenionych przez samych muzyków. Warto wymienić takie utwory jak „Silent Scream” grupy Slayer, „I Feel You” grupy Depeche Mode oraz „Death Metal” grupy Possessed. Pozostałe grupy, których twórczość znalazła się na płycie to Sodom, Celtic Frost, Black Sabbath, Anti-Nowhere League, Dark Angel, Terrorizer oraz Kreator.
Kolejny album to Black to the Blind nagrany w 1997 roku już bez „Chiny”, którego zastąpił Maurycy Stefanowicz, pseudonim „Mauser”. Tym razem nagrań dokonano w olsztyńskim Selani Studio na przełomie lipca i sierpnia. Całość zrealizował Andrzej Bomba, współodpowiedzialny również za brzmienie, mastering wykonała Julita Emanuiłow, za stronę graficzną albumu odpowiedzialny był natomiast Jacek Wiśniewski (jego prace można zobaczyć m.in. na okładkach płyt zespołów Grave i God Dethroned). Album uzyskał nominację do Fryderyka w kategorii album roku metal. Rok 1998 przyniósł grupie szerszy rozgłos, również dzięki albumowi koncertowemu zarejestrowanemu 31 sierpnia w Japonii w tokijskim Quatrro Club, który później wydany jako Live in Japan odniósł spory sukces. Za miksy, zrealizowane we wrześniu w Gdańskim Red Studio, odpowiedzialni byli Tomasz Bonarowski, Piotr Wiwczarek oraz Krzysztof Raczkowski. Mastering wykonali w październiku Andrzej Bomba oraz Mariusz Kmiołek w Selani Studio. Płytę ozdobiła grafika Jacka Wiśniewskiego oraz fotografie Osamu „Tio” Suzuki. Wydawnictwo poprzedził minialbum zatytułowany Kingdom (zrealizowane ponownie w Selani Studio przez Andrzeja Bombę, za brzmienie odpowiadał Piotr Wiwczarek, mastering wykonał Grzegorz Piwkowski), oraz kaseta VHS zatytułowana Vision and Voice zrealizowana podczas koncertu 25 marca w krakowskim studiu w Łęgu. Kaseta zawierała przekrojowy materiał grupy, dodatkiem był teledysk do utworu „Kingdom”. Całość uwieńczył nowy kontrakt płytowy z wytwórnią Metal Blade Records.

### 1999–2006

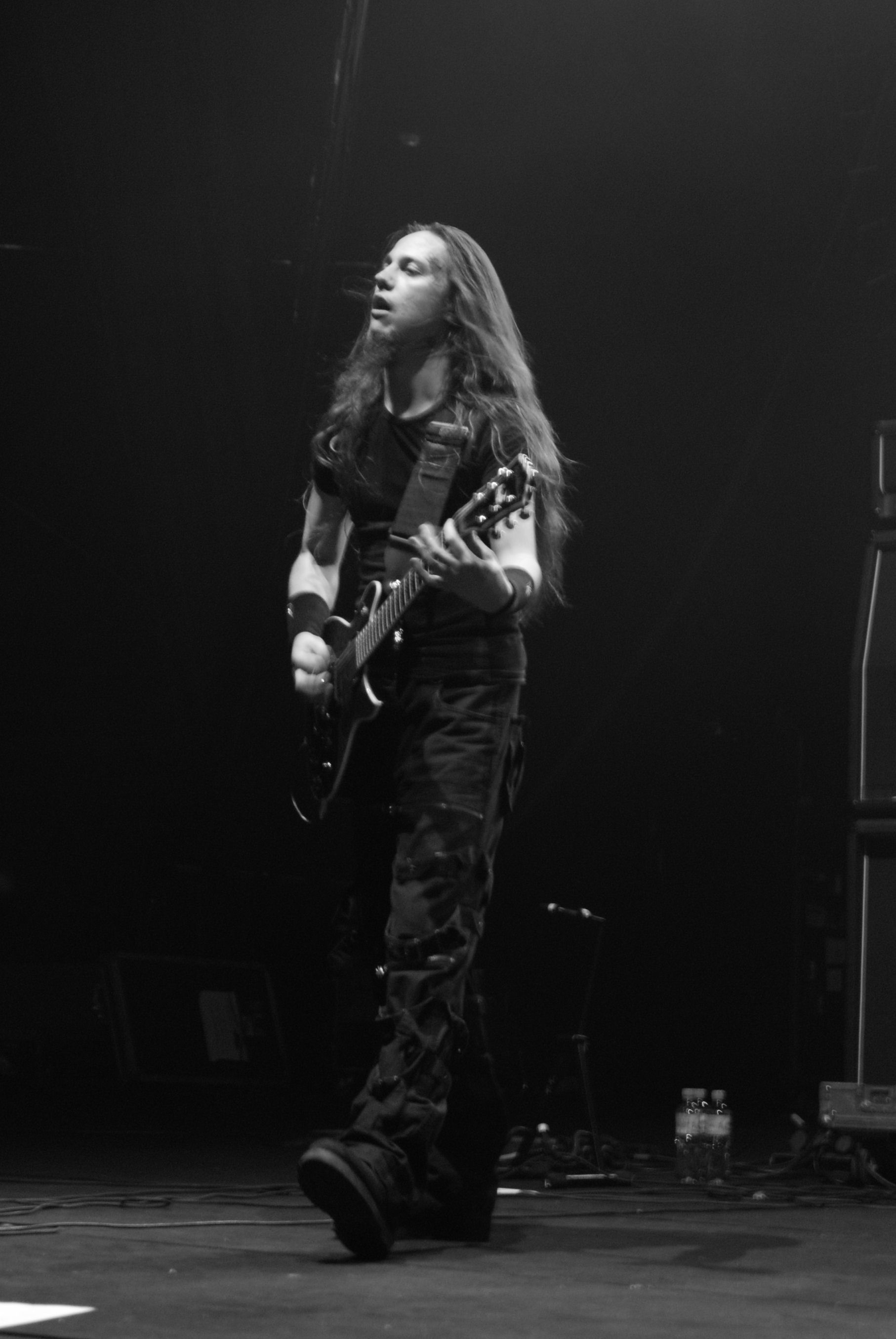
Były gitarzysta grupy Maurycy „Mauser” Stefanowicz podczas koncertu z Vader na festiwalu Metalmania w 2008 roku (Stefanowicz występował w zespole w latach 1997–2008)

W listopadzie 1999 roku grupa weszła do Red Studio, by nagrać przełomową w swojej karierze płytę Litany. Jej realizatorami i producentami byli Adam Toczko i Piotr Wiwczarek. Płyta została poddana remasteringowi w grudniu w częstochowskim 333 Studio przez Bartłomieja Kuźniaka. Album został wydany w marcu 2000. Promował go teledysk do utworu „Cold Demons”, który odniósł sukces, choć zrealizowano go małym kosztem w domowych warunkach. Album uzyskał również nominację do Fryderyka w kategorii album roku metal. Liczne trasy koncertowe, No Mercy Festivals 2000 wraz z zespołami: Deicide, Immortal, Cannibal Corpse oraz Marduk (w tym występ na Wacken Open Air 2000) oraz promocja ze strony dużej wytwórni płytowej wpłynęły na popularność tej płyty. Sprzedano 45 tysięcy sztuk w 3 miesiące od dnia premiery.
W 2001 roku grupa wystąpiła podczas festiwalu With Full Force oraz Thrash’em All Festival wraz z takimi grupami jak Krisiun, Behemoth czy Lux Occulta. W tym samym roku zespół odbył trasę koncertową po Europie wraz z Six Feet Under. Wcześniej, w sierpniu 2000 roku grupa zrealizowała minialbum Reign Forever World, na którym umieszczono trzy nowe utwory zrealizowane w Gdańskim Red Studio przez Piotra Łukaszewskiego. Na płycie znalazły się też dwa utwory koncertowe z Thrash’em All Festival, dwa utwory zawarte na japońskiej edycji albumu Litany, interpretacje kompozycji „Rapid Fire” grupy Judas Priest, „Freezing Moon” grupy Mayhem oraz „Total Desaster” grupy Destruction. Produkcja spoczęła na Piotrze Wiwczarku, mastering odbył się u Bartłomieja Kuźniaka w 333 Studio, szatę graficzną przygotował Jacek Wiśniewski. Po wydaniu w Europie, w styczniu 2001 roku małej płyty grupa intensywnie koncertowała w USA, Polsce i Europie w towarzystwie grup takich jak Behemoth, Cryptopsy, Dying Fetus, Krisiun i innych.
W 2002 roku z grupy odszedł „Shambo”, a w jego miejsce pojawił się Konrad „Saimon” Karchut, z którym grupa przystąpiła do prac nad nowym albumem zatytułowanym Revelations. Podczas jego realizacji nagrano m.in. cover grupy Thin Lizzy „Angel of Death”. Gitarowe solo w utworze oraz partie instrumentów klawiszowych gościnnie wykonali Jacek Hiro oraz Jerzy „U.reck” Głód z grupy Lux Occulta, sam utwór natomiast znalazł się na minialbumie Blood (2003), przygotowanemu na cześć grupy Morbid Angel oraz płycie tej grupy Altars of Madness. Gościnnie na płycie Revelations w utworze Whisper zaśpiewał Adam „Nergal” Darski z formacji Behemoth. Całość nagrań zrealizowano w Red Studio przy pomocy Piotra Łukaszewskiego, miksy ponownie wykonał Bartłomiej Kuźniak w Studio 333, szatę graficzną ponownie przygotował Jacek Wiśniewski. Album był intensywnie promowany podczas koncertów. Przez Empire Records został wydany „Angel of Death”, singel poprzedzający płytę. Nakręcony został teledysk do utworu „Epitaph”. Album uzyskał również nominację do Fryderyka w kategorii album roku metal. Zespół koncertował w całej Europie, Japonii, Stanach Zjednoczonych i Brazylii. Popularność albumu przyćmiło pierwsze DVD grupy zatytułowane More Vision and the Voice, które zawiera zapis koncertu poprzednio wydanego na kasecie VHS zatytułowanej Vision and Voice. DVD zawierało również teledyski „Kingdom”, „Incarnated” oraz „Cold Demons”, a także koncertowe utwory „Intro / Dark Age”, „Crucified Ones”, „Carnal”, „Wings”, „Red Passage”, „Intro / Xeper”, „Cold Demons”, „Blood of Kingu”.
Rok 2003 to ponownie koncerty w Europie, wizyta w Izraelu, gdzie na koncercie zgromadziło się około tysiąca fanów, festiwale: Inferno Metal Festival i Motala Festival, Wacken Open Air, Nuclear Storm, Party Sun, udział w Metalmania Festival oraz Przystanek Woodstock, gdzie grupa wystąpiła dla wielu tysięcy osób. Przed koncertem na Przystanku z zespołu odszedł „Saimon”. Zastąpił go powszechnie znany na scenie metalowej Marcin „Novy” Nowak, który wcześniej wspierał sesyjnie zespół Behemoth. Już z „Novym” zespół nagrał kolejny minialbum zatytułowany Blood, wydany 25 września 2003 roku. Szatę graficzną albumu przygotował Jacek Wiśniewski. Pięć nagrań na minialbumie pochodziło z poprzedniej sesji nagraniowej. Wydano je ponownie, jako że wcześniej dostępne były tylko jako utwory dodatkowe na edycjach płyty Revelations w poszczególnych krajach. Płytę rozpoczynały dwa nowe utwory zatytułowane Shape-Shiffting oraz We Wait, które zostały zrealizowane i poddane masteringowi w RG Studio w Gdańsku przez Piotra Łukaszewskiego oraz Michała Mielnika. Za brzmienie odpowiedzialny był Piotr Wiwczarek. Po ukończeniu prac nad płytą grupa wyruszyła w trasę koncertową Blitzkrieg, w trakcie której grała z grupami Decapitated, Frontside oraz Vesania, a potem w Art of Noise Part 2, gdzie współpracowała z Nile, Kreator i Amon Amarth.

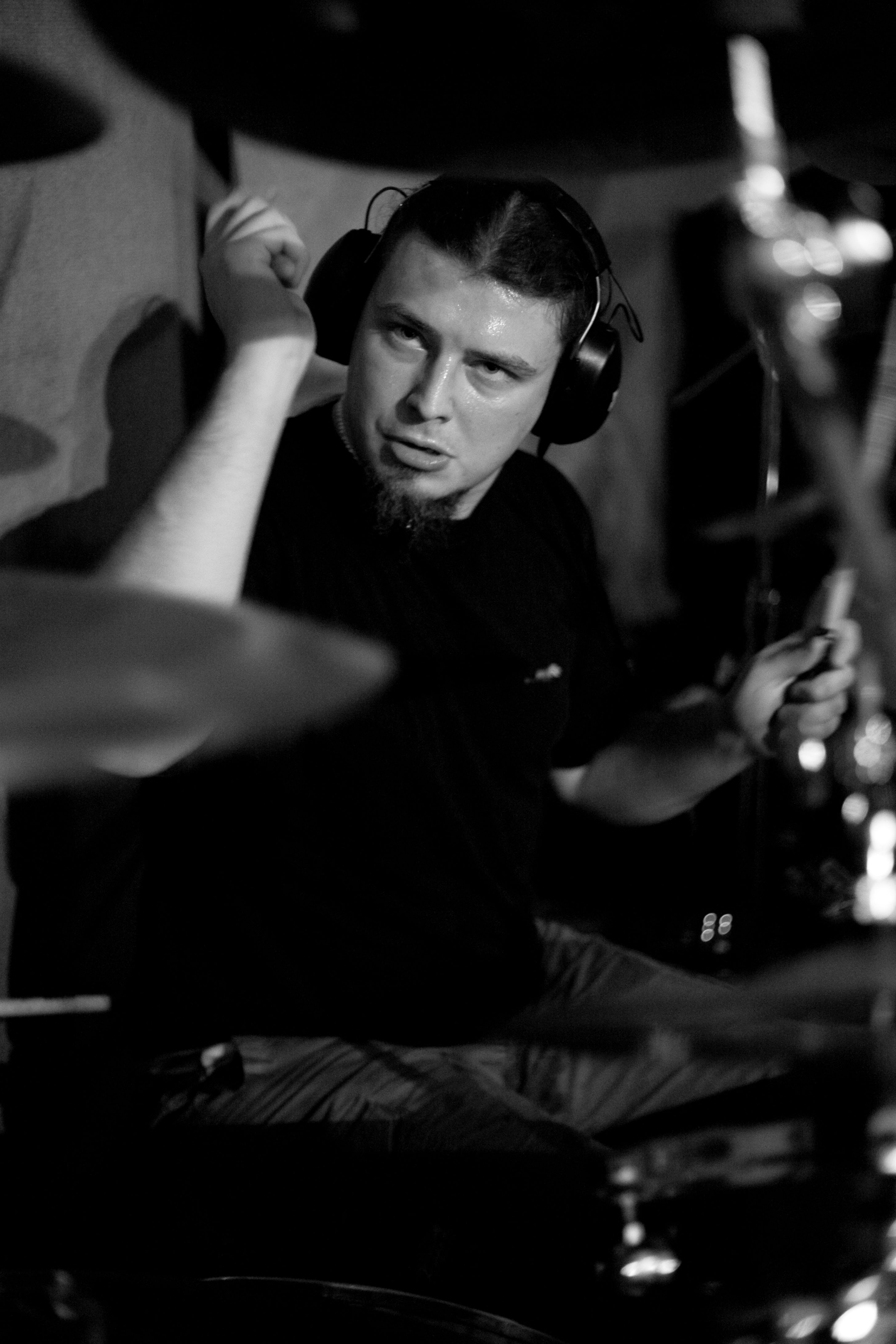
Paweł Jaroszewicz podczas próby z grupą Vader w warszawskim klubie Progresja w 2008 roku

W 2004 roku miał miejsce wypadek „Docenta” (kontuzja ręki podczas planowanych nagrań partii perkusji w Selani Studio), zmiana perkusisty (zobowiązania koncertowe – trasa obejmowała 170 koncertów) i przyjęcie Dariusza „Daray” Brzozowskiego, z którym nagrano płytę The Beast. Płytę poprzedził singel zatytułowany „Beware the Beast”. Album zrealizowano jak zwykle w RG Studio w Gdańsku przy pomocy Piotra Łukaszewskiego, mastering wykonał Jacek Gawłowski w JG Lab Studio w Warszawie, grafikę ponownie przygotował Jacek Wiśniewski. Nakręcono również dwa teledyski będące montażem ujęć z procesu realizacji płyty oraz krótki film dokumentujący proces rejestracji CD, która ostatecznie ukazała się 20 września. Album uzyskał również nominację do Fryderyka w kategorii album roku rock/metal. Na czas rehabilitacji „Docenta” zastąpiono go „Darayem”, który oficjalnie miał być tylko muzykiem sesyjnym, ale na płycie został umieszczony na liście pełnoprawnych członków zespołu, co wywołało spory i kontrowersje. Album różnił się od wcześniejszych produkcji Vadera, więcej było w nim wpływów thrash metalu niż death metalu. Kilka miesięcy po premierze sprzedano 65 tysięcy sztuk płyty.
Po powrocie „Docenta”, zespół skoncentrował się na działalności koncertowej. W ramach Blitzkrieg 2' i X-Mass Festivals grupa występowała w kilkunastu krajach takich jak: Rosja, Litwa, Łotwie, Estonia, Ukraina, Białoruś, Czechy, Słowacja, Niemcy, Holandia, Belgia, Wielka Brytania, Francja, Węgry, Rumunia, Bułgaria, Serbia i Czarnogóra, Macedonia, Chorwacja oraz USA. Zespół poprzedzał również koncert grupy Metallica oraz Slipknot na Stadionie Śląskim przed 50-tysięczną publicznością. W październiku 2004 Metal Mind Production wydała kolejny materiał DVD zespołu zatytułowany Night of the Apocalypse zawierający trzy koncerty, z których jeden został zrealizowany w krakowskim studio na Krzemionkach, drugi miał miejsce na festiwalu Metalmania, a trzeci stanowił występ grupy poprzedzający występ Metalliki oraz Slipknot. W marcu 2005 roku zespół rozstał się już oficjalnie z wieloletnim perkusistą grupy, Krzysztofem „Docentem” Raczkowskim, który zasilił szeregi grupy Sweet Noise, wspomagając jednocześnie na koncertach grupę Hunter. Zespół podpisał nowy kontrakt płytowy ze szwedzką Regain Records oraz oficjalne przyjął na stanowisko perkusisty „Daraya”. W nowym składzie zarejestrowano wydany pod koniec roku minialbum zatytułowany The Art of War. Płytę tę promował animowany teledysk wykonany w technice 3D przez Arkadiusza Jurcana, autora obrazu zdobiącego okładkę albumu. Nagranie zrealizowano w czerwcu 2005 roku w białostockim Hertz Studio. Produkcje, miksy oraz mastering nagrań wykonali Wojciech i Sławomir Wiesławscy, zdjęcia muzyków wykonał Krzysztof „Sado” Sadowski, znany ze współpracy z takimi grupami jak Behemoth, Vesania czy Kobranocka. Minialbum promowany do połowy 2006 roku m.in. na Metal Crusaders Tour 2006 i Bliztkrieg III spotkał się z dużym zainteresowaniem fanów i pochlebnymi recenzjami krytyki.

### 2006−2010

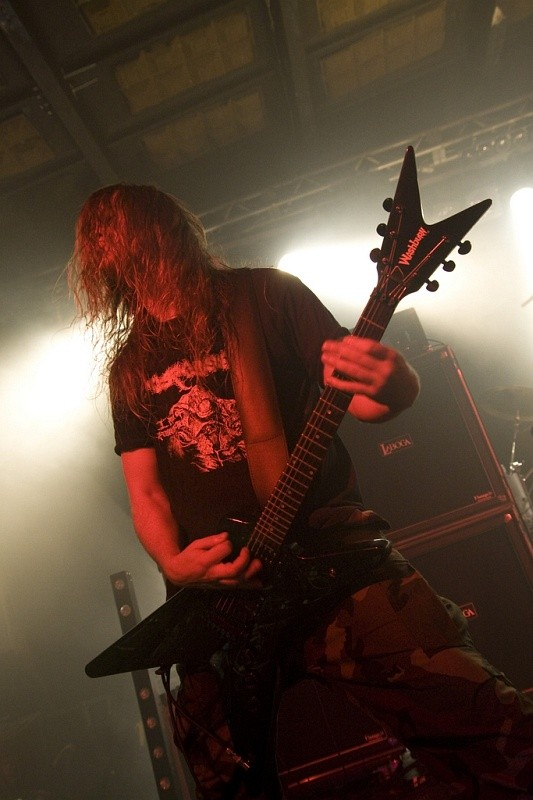
Wacław „Vogg” Kiełtyka podczas koncertu w ramach Winterfest 2009, 22 stycznia 2009

W 2006 roku grupa przystąpiła do nagrań nowego albumu, roboczo zatytułowanego Impressions in Red, który skończono nagrywać w maju tego roku. Album był nagrywany od 22 kwietnia do 24 maja 2006 roku w białostockim Hertz Studio. Ślady instrumentów klawiszowych gościnnie podczas sesji nagraniowej (czerwiec 2005) do mini albumu The Art of War zarejestrował znany z występów w grupie Vesania instrumentalista Krzysztof „Siegmar” Oloś. Na japońskiej edycji albumu ponadto dodatkowo ukazał się utwór „Raining Blood”, cover grupy Slayer. Layout oraz grafiki do fotografii Tomasza Lewandowskiego wykonał grecki artysta Seth Siro Anton. Premiera nowej, ósmej płyty studyjnej odbyła się 4 września 2006 roku, która ukazała się nakładem Regain Records w Europie, Candlelight Records w USA, Mystic Productions w Polsce oraz Avalon Marquee w Japonii. Impression in Blood, bo taki ostatecznie przyjęła tytuł płyta, okazała się sukcesem. Album uzyskał nominację do Fryderyka w kategorii album roku rock/metal. Na potrzeby promocji albumu do utworu „Helleluyah!!! (God Is Dead)” powstał teledysk w reżyserii Andrzeja Wyrozębskiego do scenografii i zdjęć (odpowiednio) Janusza Króla oraz Sławomira Panasewicza. Obraz zrealizowano w dniach 9 i 19 sierpnia we współpracy z AW Film Studio.
Krótko po zakończeniu nagrań zespół pojawił się na trasie koncertowej po Stanach Zjednoczonych Metal Crusaders Tour 2006 m.in. w towarzystwie grup Destruction i Kataklsym. Nowe wydawnictwo było promowane podczas 3 miesięcznej trasy Blitzkrieg IV wraz z grupami God Dethroned, Severe Torture, Nightrage i Bloodthron. Wraz z nowym 2007 rokiem grupa zaanonsowała występy podczas Graspop MM Festival, Tuska Open Air Festival, Party San czy Brutal Assault. Koncerty te poprzedziła trasa Extreme the Dojo Tour Vol. 17 po Japonii wraz z reaktywowaną w 2006 roku grupą Brutal Truth. 8 października 2007 roku grupa wydała trzecie w swym dorobku DVD zatytułowane ...And Blood Was Shed in Warsaw, zawierające zrealizowany w lutym tego samego roku koncert, promujący jej ostatni studyjny album pt. Impressions in Blood. Na wspomnianym DVD znalazł się również utwór „Sword of the Witcher” powstały na potrzeby gry komputerowej Wiedźmin oraz zrealizowany do niego teledysk. Na listopad i grudzień grupa zaplanowała ponadto występy na Death by Decibels Tour 2007 wraz z grupami Malevolent Creation, Cattle Decapitation, Abigaile Williams, Light His City i Veil of Maya, poprzedzające początkowo planowaną na rok 2008 trasę Blitzkrieg IV wraz z grupami Krisiun, Rotting Christ, Incantation oraz Funerus.
W 2008 roku zespół wystąpił na festiwalu Metalmania oraz zapowiedział również realizację kolejnego albumu grupy o roboczym tytule The Book of the Dead. Wkrótce potem zespół poinformował o planowanym na maj bieżącego roku wydaniu dwupłytowego jubiluszowego wydawnictwa pt. XXV zawierającego ponownie nagrane wczesne utwory grupy w nowych aranżacjach. W czerwcu 2008 roku po pięciu latach w zespole odszedł basista Marcin „Novy” Nowak, którego podczas koncertów w USA zastąpił Marcin „Martin” Rygiel znany z występów w grupie muzycznej Decapitated. 30 sierpnia w warszawskim klubie Stodoła odbył się jubileuszowy koncert Vader z okazji dwudziestopięciolecia działalności artystycznej. Koncert Vader poprzedzily występy grup Samael, Entombed, Nile, Gorefest, Rotting Christ, Grave i Krisiun. Był to również ostatni koncert z udziałem muzyków: Maurycego „Mausera” Stefanowicza oraz Dariusza „Daraya” Brzozowskiego, którzy odeszli z zespołu.

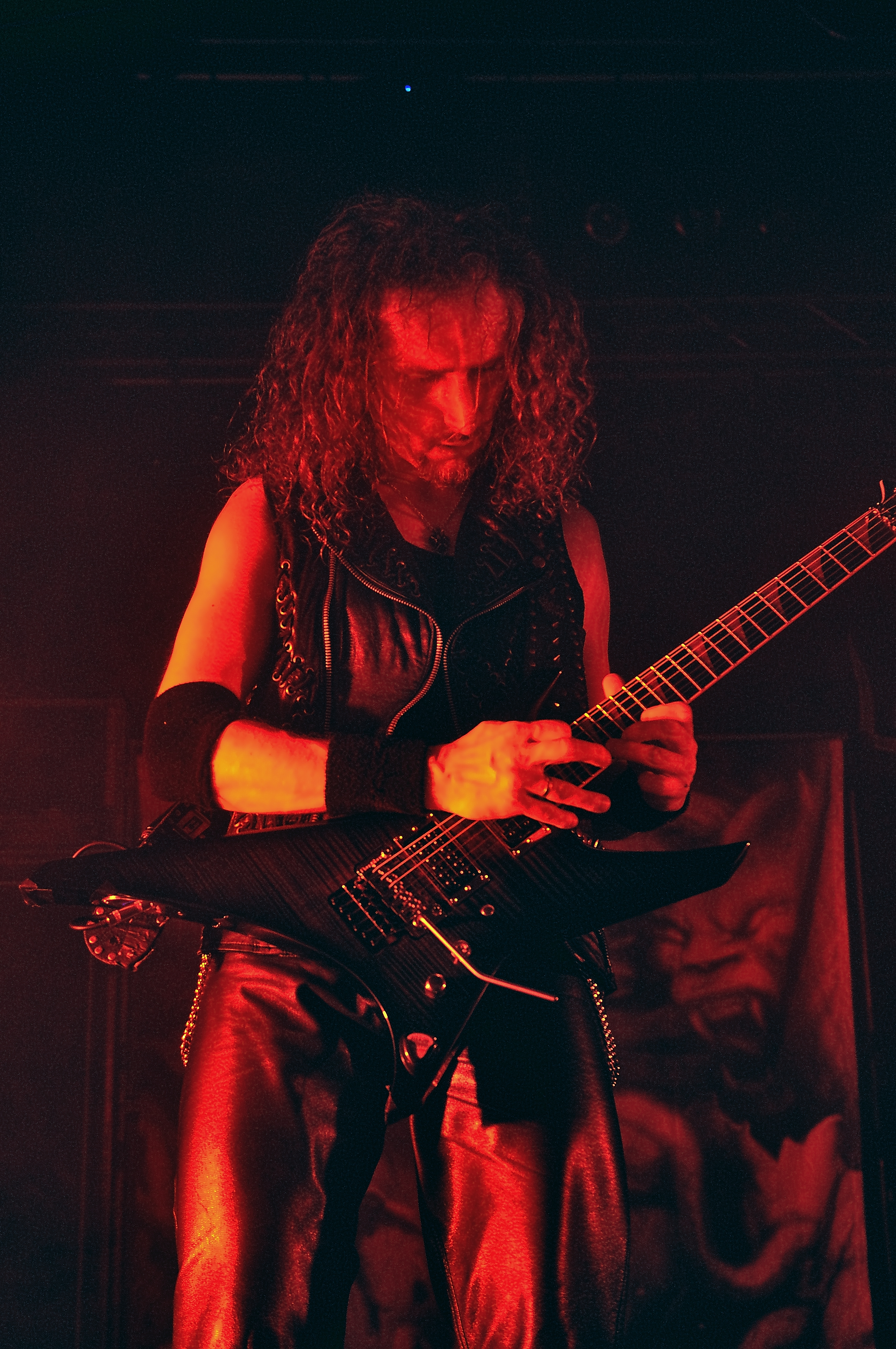
Marek „Spider” Pająk podczas koncertu 12 kwietnia 2015

We wrześniu 2008 roku grupa poinformowała o dołączeniu do zespołu perkusisty Pawła Jaroszewicza występującego w grupie Hell-Born oraz gitarzysty Wacława Kiełtyki znanego z występów w grupie Decapitated. Natomiast w grudniu w białostockim Hertz Studio, grupa przystąpiła do prac nad ósmym albumem zatytułowanym Necropolis. W styczniu 2009 roku Vader odbył europejską trasę koncertową Winterfest Tour 2009. W trasie uczestniczyły również grupy Deicide, Samael, Devian i Zonaria. W połowie marca tego samego roku, grupa weszła ponownie studia Hertz, w którym zostały nagrane partie śladów perkusji, gitar, gitary basowej oraz wokali. 3 maja grupa wystąpiła podczas festiwalu UK Deathfest w Leeds wraz z takimi grupami jak Origin, Benediction czy Akercocke. Nagrania ostatecznie zakończono 18 maja. 10 sierpnia Vader wziął udział w Agglutination Metal Festival we Włoszech.
W międzyczasie grupa odbyła europejską trasę koncertową Storm Before The Blitz Tour 2009 poprzedzjącą jesienne występy w ramach Blitzkrieg 5 Tour 2009. Produkcja muzyczna, mastering oraz miksowanie Necropolis odbyły się w Antfarm Studio w Danii. Wykonał je producent muzyczny Tue Madsen, który współpracował z takimi grupami muzycznymi jak Hatesphere, Mnemic czy The Haunted. Wydawnictwo ukazało się 21 sierpnia nakładem wytwórni muzycznej Nuclear Blast Records. Natomiast w Polsce album ukazał się nakładem Warner Music Poland na podstawie umowy o dystrybucji. Produkcja dotarła do 5. miejsca krajowej listy przebojów (OLiS). W wersji digipack album Necropolis, ukazał się z dołączoną płytą DVD pt. To Live!!!, zawierająca nagranie z koncertu charytatywego poświęconemu Adrianowi „Covanowi” Kowankowi. Koncert został zarejestrowany 26 kwietnia 2009 roku w krakowskim klubie Studio.
W ramach promocji albumu grupa odbyła w Polsce trasę koncertową pod nazwą Blitzkrieg 5 Tour 2009. Wraz z Vader wystąpiła black metalowa grupa Marduk. Z udziału w trasie zrezygnowały grupy Rootwater i Blindead. Trasa rozpoczęła się 29 sierpnia 2009 roku w Warszawie, a zakończyła 13 września w Toruniu. Ponadto grupa wystąpiła w takich miastach jak Olsztyn, Gdańsk, Szczecin, Poznań, Łódź, Katowice, Opole, Wrocław, Kraków, Rzeszów, Radom, Lublin i Białystok. Natomiast na przełomie września i października ponownie z grupą Marduk odbyła europejską trasę The Funeral Nation Tour 2009. W listopadzie i wrześniu Vader odbył amerykańską trasę Monsters Of Death Tour wraz z Augury, Decrepit Birth, The Amenta i Warbringer. W grudniu do zespołu dołączył Marek Pająk, znany z występów w grupie Esqarial, który zastąpił Kiełtykę. W kwietniu 2010 roku zespół odbył północnoamerykańską trasę koncertową Killfest 2010 poprzedzając występy Overkill. W związku z brakiem wizy Pająka zastąpił Marco Martell znany z występów w Malevolent Creation. W maju zespół w odnowionym składzie odbył trasę koncertową w Europie Wschodniej. Natomiast w sierpniu skład powrócił do Polski gdzie odbył trasę Głosy z Otchłani (De Profundis 1995–2010), w ramach której grupa zaprezentował album De Profunis w całości.

### Po 2010
W 2011 roku z powodów osobistych zespół opuścił Tomasz „Reyash” Rejek. Zastąpił go znany z występów w Hermh i Abused Majesty – Tomasz „Hal” Halicki. 12 sierpnia 2011 roku ukazał się dziewiąty album studyjny zespołu zatytułowany Welcome to the Morbid Reich. Nagrania zostały zarejestrowane w białostockim Hertz Studio we współpracy z braćmi Wojciechem i Sławomirem Wiesławskimi. Miksowanie i mastering odbyło się także w Hertz Studio. Proces realizacji nagrań został udokumentowany sześcioma krótkimi filmami opublikowanymi w serwisie YouTube. Materiał został zrealizowany przez zespół producencki Fabryczna Art, natomiast reżyserii podjął się Kuba Zubrzycki. Okładkę i oprawę graficzną przygotował Zbigniew M. Bielak znany ze współpracy z grupami Watain, Azarath i Slayer. Autorem większości kompozycji, a także tekstów na płycie był lider zespołu Piotr „Peter” Wiwczarek. Z kolei występujący w zespole od 2010 roku Marek „Spider” Pająk skomponował cztery utwory, w tym jedno intro. Przed premierą płyty z zespołu odszedł Paweł „Paul” Jaroszewicz, którego zastąpił brytyjski muzyk James Stewart. Dziewiąta produkcja zespołu odniosła prawdopodobnie największy sukces w Polsce gdzie trafiła na 6. miejsce krajowej listy przebojów (OLiS). Materiał był notowany ponadto na listach przebojów w Niemczech, Szwajcarii, Francji i w Stanach Zjednoczonych. Pod koniec roku formacja odbyła europejską trasę koncertową The Sign of The Hell wraz z zespołami Gorgoroth, Valkyrja i Admirion.
W 2012 roku grupa otrzymała Fryderyka w kategorii Album roku metal za płytę Welcome to the Morbid Reich. W marcu tego samego roku Vader udał się w trasę koncertową Blitzkrieg VI po Polsce. Wspierany przez takie grupy jak Eris is My Homegirl, The Sixpounder i Calm Hatchery zespół wystąpił w trzynastu miastach. W czerwcu kwartet udał się do Ameryki Południowej, by wystąpić w Kolumbii, Peru, Wenezueli i Argentynie. Następnie w lipcu i sierpniu muzycy wystąpili podczas letnich festiwali Metaltown Festival w Szwecji, Ragnarock Open Air, Queens Of Metal Festival i Sticky Fingers Festival w Niemczech oraz Jalometalli Festival w Finlandii. Natomiast na przełomie listopada i grudnia zespół odbył trasę koncertową Back to Black Tour w Polsce, Słowacji i Czechach. Grupa wykonał podczas występów album Black to the Blind (1997) w całości. W styczniu i w lutym 2013 roku Vader kontynuował trasę, tym razem w Europie, wspierany przez Aborted i Bonded by Blood. Kolejne koncerty z cyklu muzycy dali w kwietniu i maju wraz z Melechesh.

## Muzycy

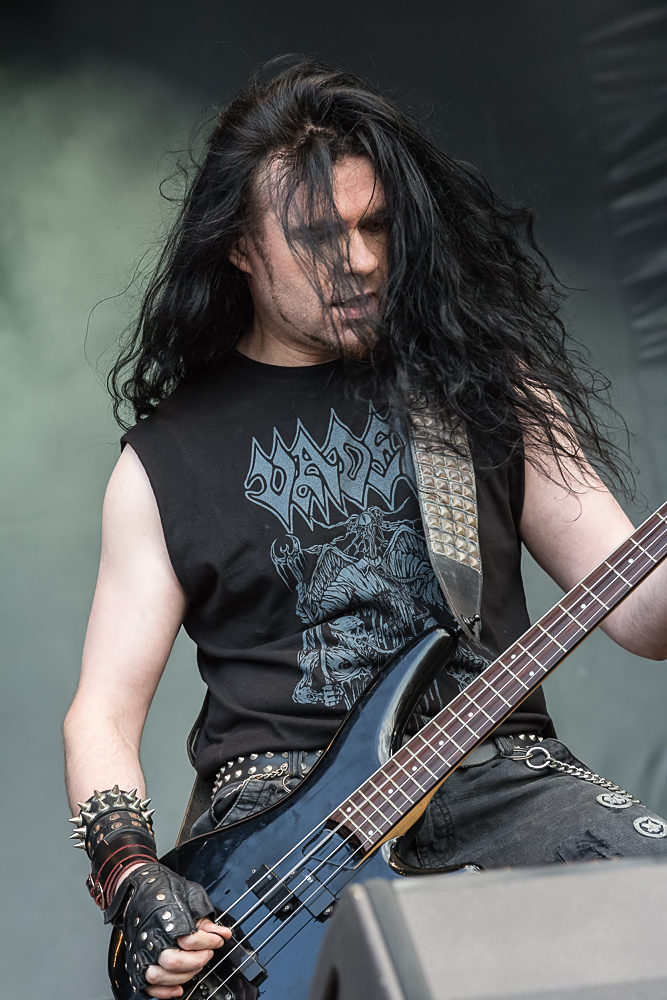
Tomasz „Hal” Halicki podczas koncertu 11 lipca 2013

| - Piotr „Peter” Wiwczarek – gitara, śpiew (od 1983) - Marek „Spider” Pająk – gitara (od 2010) - Tomasz „Hal” Halicki – gitara basowa (od 2011) - Michał Andrzejczyk – perkusja (od 2022) - Marcin „Ząbek” Gołębiewski – perkusja (1999) - Marcin „Martin” Rygiel – gitara basowa (2008) - Wacław „Vogg” Kiełtyka – gitara (2008–2009) - Marco Martell – gitara (2010) - Tomasz „Reyash” Rejek – gitara basowa (2008–2011) - Krzysztof Klingbein – perkusja (2020–2022) |  | - Jarosław Czerniecki – gitara basowa (1983–1984) - Robert Bielak – śpiew (1984–1985) - Piotr Tomaszewski (zmarły) – śpiew (1985) - Robert „Astaroth” Struczewski (zmarły) – gitara basowa (1986) - Grzegorz „Belial” Jackowski – perkusja (1986–1987) - Zbigniew „Vika” Wróblewski (zmarły) – gitara (1983–1986) - Robert „Czarny” Czarneta – śpiew (1986–1988) - Piotr „Berial” Kuzioła – gitara basowa (1991–1992) - Jacek „Jackie” Kalisz – gitara basowa (1988–1991, 1993) - Jarosław „China” Łabieniec – gitara (1991–1997) - Leszek „Shambo” Rakowski – gitara basowa (1993–2001) - Konrad „Saimon” Karchut – gitara basowa (2002–2003) - Krzysztof „Docent” Raczkowski (zmarły) – perkusja (1988–2005) - Marcin „Novy” Nowak – gitara basowa (2003–2008) - Dariusz „Daray” Brzozowski – perkusja (2005–2008) - Maurycy „Mauser” Stefanowicz – gitara (1997–2008) - Paweł „Paul” Jaroszewicz – perkusja (2008–2011, 2013) - James Stewart – perkusja (2011–2022) |

## Dyskografia
Albumy studyjne
- The Ultimate Incantation (1992)
- De Profundis (1995)
- Black to the Blind (1997)
- Litany (2000)
- Revelations (2002)
- The Beast (2004)
- Impressions in Blood (2006)
- Necropolis (2009)
- Welcome to the Morbid Reich (2011)
- Tibi et Igni (2014)
- The Empire (2016)
- Solitude in Madness (2020)[96]

## Nagrody i wyróżnienia

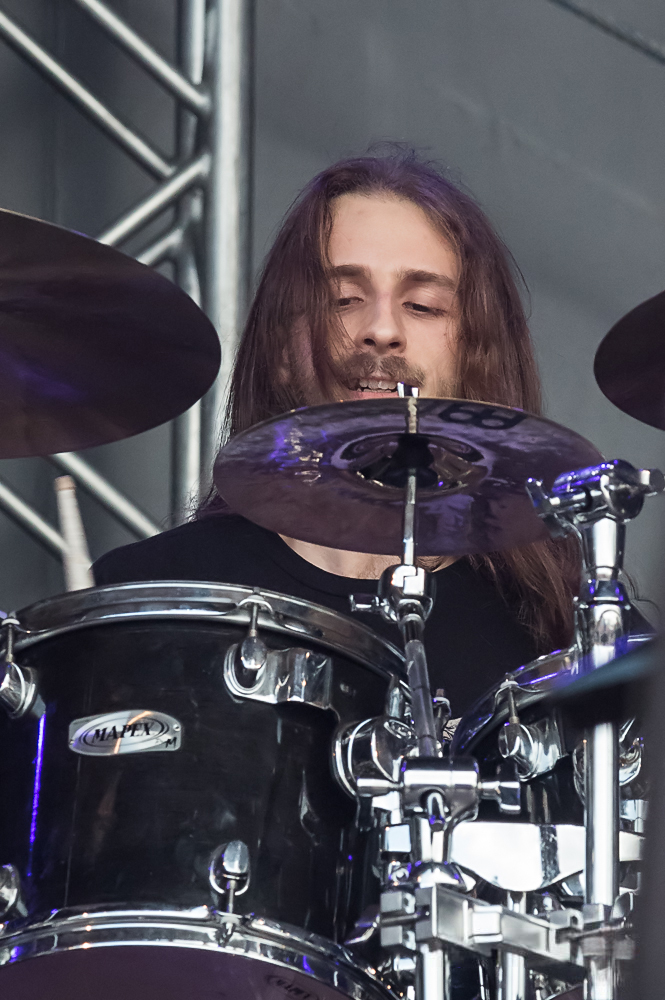
James Stewart podczas koncertu 11 lipca 2013

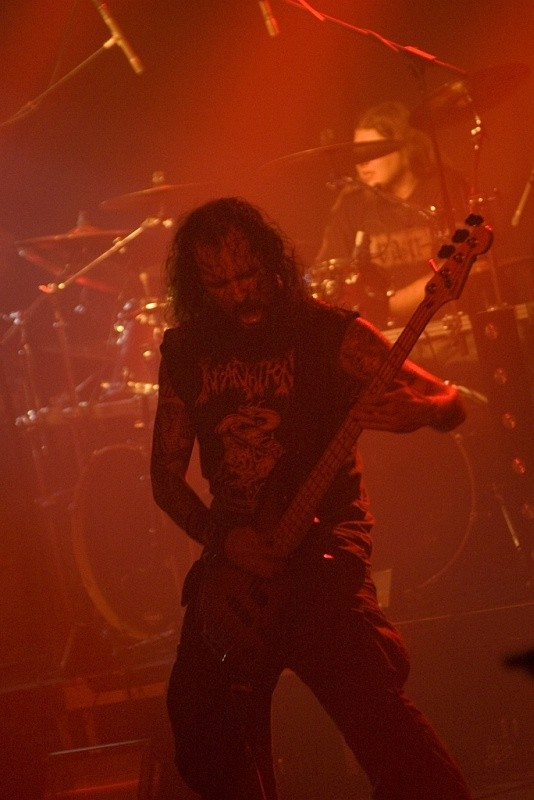
Tomasz „Reyash” Rejek podczas koncertu 22 stycznia 2009

| Rok  | Kategoria                                                | Nagroda                                  | Nota        |
| ---- | -------------------------------------------------------- | ---------------------------------------- | ----------- |
| 1989 | Zespół roku                                              | Plebiscyt Thrash'em All, 1988            | 8. miejsce  |
| 1989 | Gitarzysta roku (Piotr „Peter” Wiwczarek)                | Plebiscyt Thrash'em All, 1988            | 6. miejsce  |
| 1990 | Album roku (Necrolust)                                   | Plebiscyt Thrash’em All, 1989            | 3. miejsce  |
| 1990 | Zespół roku                                              | Plebiscyt Thrash’em All, 1989            | 4. miejsce  |
| 1990 | Gitarzysta roku (Piotr „Peter” Wiwczarek)                | Plebiscyt Thrash’em All, 1989            | 5. miejsce  |
| 1990 | Wokalista roku (Piotr „Peter” Wiwczarek)                 | Plebiscyt Thrash’em All, 1989            | 5. miejsce  |
| 1991 | Zespół roku                                              | Plebiscyt Thrash’em All, 1990            | 2. miejsce  |
| 1991 | Album roku (Morbid Reich)                                | Plebiscyt Thrash’em All, 1990            | Laur        |
| 1991 | Basista roku (Jacek „Jackie” Kaliszewski)                | Plebiscyt Thrash’em All, 1990            | 8. miejsce  |
| 1991 | Wokalista roku (Piotr „Peter” Wiwczarek)                 | Plebiscyt Thrash’em All, 1990            | 4. miejsce  |
| 1991 | Gitarzysta roku (Piotr „Peter” Wiwczarek)                | Plebiscyt Thrash’em All, 1990            | 4. miejsce  |
| 1991 | Perkusista roku (Krzysztof „Docent” Raczkowski)          | Plebiscyt Thrash’em All, 1990            | 6. miejsce  |
| 1992 | Zespół roku                                              | Plebiscyt Thrash’em All, 1991            | Laur        |
| 1992 | Wokalista roku (Piotr „Peter” Wiwczarek)                 | Plebiscyt Thrash’em All, 1991            | 4. miejsce  |
| 1992 | Gitarzysta roku (Piotr „Peter” Wiwczarek)                | Plebiscyt Thrash’em All, 1991            | Laur        |
| 1992 | Perkusista roku (Krzysztof „Docent” Raczkowski)          | Plebiscyt Thrash’em All, 1991            | Laur        |
| 1993 | Najlepsza płyta (The Ultimate Incantation)               | Plebiscyt Thrash’em All, 1992            | Laur        |
| 1993 | Najlepsza płyta (świat) (The Ultimate Incantation)       | Plebiscyt Thrash’em All, 1992            | 5. miejsce  |
| 1993 | Basista roku (Jacek „Jackie” Kaliszewski)                | Plebiscyt Thrash’em All, 1992            | 4. miejsce  |
| 1993 | Zespół roku                                              | Plebiscyt Thrash’em All, 1992            | Laur        |
| 1993 | Wokalista roku (Piotr „Peter” Wiwczarek)                 | Plebiscyt Thrash’em All, 1992            | Laur        |
| 1993 | Gitarzysta roku (Piotr „Peter” Wiwczarek)                | Plebiscyt Thrash’em All, 1992            | Laur        |
| 1993 | Osobistość roku (Piotr „Peter” Wiwczarek)                | Plebiscyt Thrash’em All, 1992            | Laur        |
| 1993 | Perkusista roku (Krzysztof „Docent” Raczkowski)          | Plebiscyt Thrash’em All, 1992            | Laur        |
| 1993 | Perkusista roku (świat) (Krzysztof „Docent” Raczkowski)  | Plebiscyt Thrash’em All, 1992            | 4. miejsce  |
| 1997 | Album roku metal (Black to the Blind)                    | Fryderyk                                 | Nominacja   |
| 2000 | Album roku metal (Litany)                                | Fryderyk                                 | Nominacja   |
| 2001 | Najlepsza Grupa                                          | „Burrn!” – Heavy Metal Championship 2000 | 25. miejsce |
| 2002 | Muzyk roku (Piotr „Peter” Wiwczarek)                     | Plebiscyt Metal Hammer, 2001             | Laur        |
| 2002 | Przebój roku („Reign Forever World”)                     | Plebiscyt Metal Hammer, 2001             | 2. miejsce  |
| 2002 | Osobowość roku (Piotr „Peter” Wiwczarek)                 | Plebiscyt Metal Hammer, 2001             | 2. miejsce  |
| 2002 | Album roku (Reign Forever World)                         | Plebiscyt Metal Hammer, 2001             | 3. miejsce  |
| 2002 | Zespół roku                                              | Plebiscyt Metal Hammer, 2001             | Laur        |
| 2002 | Album roku metal (Revelations)                           | Fryderyk                                 | Nominacja   |
| 2003 | Muzyk roku (Piotr „Peter” Wiwczarek)                     | Plebiscyt Metal Hammer, 2002             | Laur        |
| 2003 | Zespół roku                                              | Plebiscyt Metal Hammer, 2002             | Laur        |
| 2003 | Album roku (Revelations)                                 | Plebiscyt Metal Hammer, 2002             | Laur        |
| 2003 | Osobowość roku (Piotr „Peter” Wiwczarek)                 | Plebiscyt Metal Hammer, 2002             | 2. miejsce  |
| 2003 | Przebój roku („Epitaph”)                                 | Plebiscyt Metal Hammer, 2002             | 4. miejsce  |
| 2003 | Przebój roku („Revelation of Black Moses”)               | Plebiscyt Metal Hammer, 2002             | 8. miejsce  |
| 2003 | Przebój roku („Nomad”)                                   | Plebiscyt Metal Hammer, 2002             | 10. miejsce |
| 2003 | Najlepszy zespół                                         | Plebiscyt Terrorizer, 2002               | 8. miejsce  |
| 2003 | Najlepszy album (Revelations)                            | Plebiscyt Terrorizer, 2002               | 9. miejsce  |
| 2004 | Album roku rock/metal (The Beast)                        | Fryderyk                                 | Nominacja   |
| 2004 | Muzyk roku (Piotr „Peter” Wiwczarek)                     | Plebiscyt Metal Hammer, 2003             | Laur        |
| 2004 | Album roku (Blood)                                       | Plebiscyt Metal Hammer, 2003             | Laur        |
| 2004 | Przebój roku („We Wait”)                                 | Plebiscyt Metal Hammer, 2003             | Laur        |
| 2004 | Zespół roku                                              | Plebiscyt Metal Hammer, 2003             | Laur        |
| 2005 | The Best Death Metal Album (The Beast)                   | Metal Storm Awards 2004                  | 4. miejsce  |
| 2005 | Zespół roku                                              | Plebiscyt Teraz Rock, 2004               | 7. miejsce  |
| 2005 | Album roku (The Beast)                                   | Plebiscyt Teraz Rock, 2004               | 6. miejsce  |
| 2005 | Muzyk roku (Piotr „Peter” Wiwczarek)                     | Plebiscyt Metal Hammer, 2004             | Laur        |
| 2005 | Zespół roku                                              | Plebiscyt Metal Hammer, 2004             | 2. miejsce  |
| 2005 | Album roku (The Beast)                                   | Plebiscyt Metal Hammer, 2004             | 3. miejsce  |
| 2005 | Osobowość roku (Piotr „Peter” Wiwczarek)                 | Plebiscyt Metal Hammer, 2004             | Laur        |
| 2005 | Przebój roku („Dark Transmission”)                       | Plebiscyt Metal Hammer, 2004             | 2. miejsce  |
| 2006 | Album roku metal (Impressions in Blood)                  | Fryderyk                                 | Nominacja   |
| 2007 | Płyta roku 2006 (Impressions in Blood)                   | Plebiscyt czytelników Rockmetal.pl       | 5. miejsce  |
| 2007 | The Best Death Metal Album (Impressions in Blood)        | Metal Storm Awards 2006                  | 3. miejsce  |
| 2007 | Płyta roku (Impressions in Blood)                        | Plebiscyt Metal Hammer, 2006             | Laur        |
| 2007 | Przebój roku („Helleluyah (God is Dead)”)                | Plebiscyt Metal Hammer, 2006             | Laur        |
| 2007 | Instrumentalista roku (Maurycy „Mauser” Stefanowicz)     | Plebiscyt Metal Hammer, 2006             | Laur        |
| 2007 | Zespół roku                                              | Plebiscyt Metal Hammer, 2006             | Laur        |
| 2010 | Płyta roku 2009 (Necropolis)                             | Plebiscyt czytelników Rockmetal.pl       | 10. miejsce |
| 2010 | The Best Death Metal Album (Necropolis)                  | Metal Storm Awards 2009                  | 10. miejsce |
| 2010 | Wokalista roku (Piotr „Peter” Wiwczarek)                 | Plebiscyt Metal Hammer, 2009             | 2. miejsce  |
| 2010 | Zespół roku                                              | Plebiscyt Metal Hammer, 2009             | 5. miejsce  |
| 2010 | Instrumentalista roku (Piotr „Peter” Wiwczarek)          | Plebiscyt Metal Hammer, 2009             | 4. miejsce  |
| 2010 | Kultura                                                  | Nagroda Prezydenta Miasta Olsztyna       | Laur        |
| 2010 | Album roku metal (Necropolis)                            | Fryderyk                                 | Nominacja   |
| 2011 | Zespół roku                                              | Plebiscyt Metal Hammer, 2010             | 5. miejsce  |
| 2012 | The Best Death Metal Album (Welcome to the Morbid Reich) | Metal Storm Awards 2011                  | 2. miejsce  |
| 2012 | Wokalista roku 2011 (Piotr „Peter” Wiwczarek)            | Pure Fucking Metal Awards, 2011          | 3. miejsce  |
| 2012 | Album roku 2011 (Welcome to the Morbid Reich)            | Pure Fucking Metal Awards, 2011          | Laur        |
| 2012 | Album roku metal (Welcome to the Morbid Reich)           | Fryderyk                                 | Laur        |
| 2012 | Przebój roku („Come And See My Sacrifice”)               | Plebiscyt Metal Hammer, 2011             | 2. miejsce  |
| 2012 | Płyta roku 2011 (Welcome to the Morbid Reich)            | Plebiscyt czytelników Rockmetal.pl       | 2. miejsce  |
| 2013 | Wokalista roku 2011 (Piotr „Peter” Wiwczarek)            | Pure Fucking Metal Awards, 2012          | 4. miejsce  |
| 2015 | Wokalista roku 2014 (Piotr „Peter” Wiwczarek)            | Plebiscyt Teraz Rock, 2014               | 9. miejsce  |
| 2015 | Zespół roku 2014                                         | Plebiscyt Teraz Rock, 2014               | 4. miejsce  |
| 2015 | Płyta roku 2014 (Tibi et Igni)                           | Plebiscyt Teraz Rock, 2014               | 9. miejsce  |
| 2021 | Album roku metal (Solitude in Madness)                   | Fryderyk                                 | Laur        |